# Burns, Oregon
Burns là một thành phố và là quận lỵ của Quận Harney, Oregon, Hoa Kỳ.6 Dân số là 3.064 tính theo lần điều tra dân số năm 2000. Ước tính dân số năm 2007 là 3.020 cư dân.

## Lịch sử
Burns được thành lập vào đầu thập niên 1880 và được hợp nhất thành thành phố ngay khi Quận Harney được thành lập năm 1889. Nó được những người định cư xưa kia và Ủy viên quận George McGowan đặt tên theo tên của một nhà thơ người Scotland là Robert Burns.
Burns và Hines lân cận hình thành một vùng đô thị nhỏ có dân số lớn nhất trong Quận Harney.

## Địa lý
Burns nằm ở vị trí 43°35′13″B 119°3′26″T / 43,58694°B 119,05722°TĐã đưa tham số không hợp lệ vào hàm {{#coordinates:}} (43.586827, -119.057114)1 gần rìa phía bắc của vùng Lòng chảo Harney.
Theo Cục thống kê dân số Hoa Kỳ, thành phố có tổng diện tích là 3,6 dặm vuông Anh (9,2 km²), tất cả đều là đất. Nó cách Bend, Oregon khoảng 136 dặm Anh (219 km) về phía đông và Ontario, Oregon khoảng 130 dặm Anh (209 km) về phía tây trên Quốc lộ Hoa Kỳ 20 tại giao điểm với Quốc lộ Hoa Kỳ 395, cách Pendleton, Oregon 186 dặm Anh (299 km) về phía nam. Một xa lộ thứ ba là Xa lộ Oregon 78 chạy 92 dặm Anh (148 km) từ Burns về phía đông nam đi qua Khu bảo tồn Hoang dã Quốc gia Malheur và Núi Steens.

## Những cư dân nổi tiếng
- Kellen Clemens - cầu thủ bóng bầu dục New York Jets
- Norma Paulus - Chính trị gia Oregon

## Giao thong
- Phi trường thành phố Burns